# Mallorca Open 2018
Mallorca Open 2018 byl tenisový turnaj pořádaný jako součást ženského okruhu WTA Tour, který se odehrával na otevřených travnatých dvorcích v místním Santa Ponsa Tennis Clubu. Probíhal mezi 18. až 24. červnem 2018 v západomallorském přímořském letovisku Santa Ponsa jako třetí ročník turnaje.
Turnaj s rozpočtem 250 000 dolarů patřil do kategorie WTA International Tournaments. Nejvýše nasazenou hráčkou ve dvouhře se stala světová šestka Caroline Garciaová z Francie. Jako poslední přímá účastnice do dvouhry nastoupila polská 70. hráčka Magda Linetteová.
Premiérovou singlovou trofej na okruhu WTA Tour získala 30letá Němka Tatjana Mariová. Druhý společný titul ze čtyřhry WTA si odvezl slovinsko-španělský pár Andreja Klepačová a María José Martínezová Sánchezová.

## Distribuce bodů a finančních odměn

### Distribuce bodů
| Soutěž  | vítězky | finalistky | semifinalistky | čtvrtfinalistky | 16 v kole | 32 v kole | Q  | Q2 | Q1 |
| ------- | ------- | ---------- | -------------- | --------------- | --------- | --------- | -- | -- | -- |
| dvouhra | 280     | 180        | 110            | 60              | 30        | 1         | 18 | 12 | 1  |
| čtyřhra | 280     | 180        | 110            | 60              | 1         | —         | —  | —  | —  |

### Finanční odměny
| Soutěž                                | vítězky | finalistky | semifinalistky | čtvrtfinalistky | 16 v kole | 32 v kole | Q | Q2   | Q1   |
| ------------------------------------- | ------- | ---------- | -------------- | --------------- | --------- | --------- | - | ---- | ---- |
| dvouhra                               | €34 677 | €17 258    | €9 274         | €4 980          | €2 742    | €1 694    | — | €823 | €484 |
| čtyřhra                               | €9 919  | €5 161     | €2 770         | €1 468          | €774      | —         | — | —    | —    |
| částky ve čtyřhře jsou uváděny na pár |         |            |                |                 |           |           |   |      |      |

## Ženská dvouhra

### Nasazení
| Stát                           | Hráčka                    | WTA | Nasazení |
| ------------------------------ | ------------------------- | --- | -------- |
| Francie                        | Caroline Garciaová        | 6.  | 1.       |
| Německo                        | Angelique Kerberová       | 11. | 2.       |
| Lotyšsko                       | Anastasija Sevastovová    | 20. | 3.       |
| Estonsko                       | Anett Kontaveitová        | 24. | 4.       |
| Španělsko                      | Carla Suárezová Navarrová | 27. | 5.       |
| USA                            | Danielle Collinsová       | 39. | 6.       |
| Česko                          | Lucie Šafářová            | 44. | 7.       |
| Bělorusko                      | Aryna Sabalenková         | 46. | 8.       |
| Žebříček WTA k 11. červnu 2018 |                           |     |          |

### Jiné formy účasti
Následující hráčky obdržely divokou kartu do hlavní soutěže:
- Lara Arruabarrenová
- Marta Kosťuková
- Světlana Kuzněcovová
- Francesca Schiavoneová

Následující hráčka nastoupila do dvouhry pod žebříčkovou ochranou:
- Viktoria Azarenková

Následující hráčka získala do dvouhry zvláštní výjimku:
- Kirsten Flipkensová

Následující hráčky postoupily z kvalifikace:
- Sofia Keninová
- Johanna Larssonová
- Antonia Lottnerová
- Rebecca Petersonová
- Alison Riskeová
- Ajla Tomljanovićová

Následující hráčky postoupily z kvalifikace jako tzv. šťastné poražené:
- Viktória Kužmová
- Stefanie Vögeleová

### Odhlášení
před zahájením turnaje
- Kirsten Flipkensová → nahradila ji  Viktória Kužmová
- Aleksandra Krunićová → nahradila ji  Stefanie Vögeleová
- Monica Niculescuová → nahradila ji  Magda Linetteová
- Agnieszka Radwańská → nahradila ji  Kateryna Kozlovová
- Čang Šuaj → nahradila ji  Markéta Vondroušová

## Ženská čtyřhra

### Nasazení
| Stát                                                                       | Hráčka              | Stát      | Hráčka                         | WTA | Nasazení |
| -------------------------------------------------------------------------- | ------------------- | --------- | ------------------------------ | --- | -------- |
| Slovinsko                                                                  | Andreja Klepačová   | Španělsko | María José Martínez Sánchezová | 26. | 1.       |
| Ukrajina                                                                   | Nadija Kičenoková   | Austrálie | Anastasia Rodionovová          | 79. | 2.       |
| Austrálie                                                                  | Monique Adamczaková | Česko     | Renata Voráčová                | 84. | 3.       |
| Gruzie                                                                     | Oxana Kalašnikovová | Japonsko  | Makoto Ninomijová              | 85. | 4.       |
| Žebříček WTA k 11. červnu 2018; číslo je součtem umístění obou členek páru |                     |           |                                |     |          |

### Jiné formy účasti
Následující páry obdržely divokou kartu do hlavní soutěže:
- Sorana Cîrsteaová /  Andrea Petkovicová
- Lucie Šafářová /  Barbora Štefková

## Přehled finále

### Ženská dvouhra
- Tatjana Mariová vs.  Anastasija Sevastovová, 6–4, 7–5

### Ženská čtyřhra
- Andreja Klepačová /  María José Martínezová Sánchezová vs.  Lucie Šafářová /  Barbora Štefková, 6–1, 3–6, [10–3]